# Dong-a Ilbo
Dong-a Ilbo (kor. 동아일보) – południowokoreański dziennik, jedna z głównych gazet w kraju. Został założony w 1920 roku.